# إعلان استقلال الدول
إعلان الاستقلال أو استقلال الدولة أو بيان الاستقلال هو تأكيد من قبل نظام حكم في إقليم محدد أنه مستقل ويشكل دولة. عادة ما يتم الإعلان عن مثل هذه الأماكن من جزء أو كل أراضي دولة أخرى أو بعد سقوط دولتها، أو أنها مناطق انفصالية من داخل الدولة الأكبر. أقرت محكمة العدل الدولية التابعة للأمم المتحدة في 2010 بعد رأي استشاري في كوسوفو بأن «القانون الدولي لا يتضمن أي حظر على إعلانات الاستقلال»، على الرغم من أن الدولة التي يرغب الإقليم في الانفصال عنها قد تعتبر الإعلان تمردًا قد يؤدي إلى حرب الاستقلال أو تسوية دستورية لحل الأزمة.

## قائمة إعلان استقلال الدول
| الدولة                                                                         | الإعلان | التاريخ                | سنة  | اقتران                                                        | الموقعون | أول الدول المعترفة                                |
| ------------------------------------------------------------------------------ | --- | ---------------------- | ---- | ------------------------------------------------------------- | --- | ------------------------------------------------- |
| ألبانيا                                                                        | إعلان استقلال ألبانيا                                                                                               | 28 نوفمبر              | 1912 | الدولة العثمانية                                              | اجتماع فلورة | الإمبراطورية النمساوية المجرية                    |
| أرمينيا                                                                        | إعلان استقلال أرمينيا                                                                                               | 28 مايو                | 1918 | روسيا السوفيتية                                               | المؤتمر الوطني الأرمني (1917) حزب الطاشناق (ARF Dashnak) | الدولة العثمانية                                  |
| أرمينيا                                                                        | إعلان سيادة دولة أرمينيا                                                                                            | 23 أغسطس               | 1990 | الاتحاد السوفيتي                                              | ليفون تير-بيتروسيان وآرا شاهكيان سكرتير المجلس الأرميني الأعلى | ليتوانيا                                          |
| أرتساخ                                                                         | إعلان جمهورية ناغورنو كاراباخ                                                                                       | 2 سبتمبر               | 1991 | الاتحاد السوفيتي                                              | مجلس ناغورنو كاراباخ الإقليمي ومجلس مقاطعة شاهوميان لنواب الشعب في جمهورية أذربيجان الاشتراكية السوفياتية                                                                           |                                                   |
| أزواد                                                                          | إعلان استقلال أزواد                                                                                                 | 6 أبريل                | 2012 | مالي                                                          | الحركة الوطنية لتحرير أزواد |                                                   |
| أذربيجان                                                                       | إعلان استقلال أذربيجان                                                                                              | 28 مايو                | 1918 | روسيا السوفيتية                                               | المجلس الوطني الأذربيجاني (حسن باي أغاييف، فتحعلي خان خويسكي، نسيب باي يوسيفبايلي، جامو بيك حاجي إنسكي، شافي بيك رستم بيلي، ناريمان بيك ناريمانبيوف، جوا مالك يغانوف، مصطفى محمدوف) | الدولة العثمانية                                  |
| أذربيجان                                                                       | عيد الاستقلال الوطني لأذربيجان                                                                                      | 18 أكتوبر              | 1991 | الاتحاد السوفيتي                                              | المجلس الأذربيجاني الأعلى | تركيا                                             |
| بنغلاديش                                                                       | إعلان استقلال بنغلاديش                                                                                              | 26 مارس                | 1971 | باكستان                                                       | الجمعية التأسيسية لبنغلاديش | بوتان                                             |
| بيلاروس                                                                        | الميثاق التأسيسي الثالث                                                                                             | 25 مارس                | 1918 | روسيا السوفيتية                                               | مجلس جمهورية بيلاروسيا الديمقراطية |                                                   |
| بيلاروس                                                                        | إشهار إعلان استقلال جمهورية بيلاروسيا الاشتراكية السوفيتية                                                          | 31 يوليو               | 1920 | بولندا                                                        | الحزب الشيوعي (البلاشفة) في روسيا البيضاء، النقابات العمالية | روسيا السوفيتية                                   |
| بيلاروسيا السوفيتية                                                            | إعلان جمهورية بيلاروسيا الاشتراكية السوفياتية دولة ذات سيادة                                                        | 27 يوليو               | 1990 | الاتحاد السوفيتي                                              | مجلس السوفيت الأعلى لجمهورية بيلاروسيا السوفيتية | تركيا                                             |
| بلجيكا                                                                         | إعلان استقلال بلجيكا                                                                                                | 4 أكتوبر               | 1830 | هولندا                                                        | حكومة بلجيكا المؤقتة |                                                   |
| البوسنة والهرسك                                                                | استفتاء استقلال البوسنة والهرسك 1992                                                                                | 1 مارس                 | 1992 | يوغوسلافيا                                                    | | بلغاريا                                           |
| جزيرة بوغاينفيل                                                                | حرب بوغانفيل الأهلية                                                                                                | مايو                   | 1990 | بابوا غينيا الجديدة                                           | حكومة بوغانفيل المؤقتة |                                                   |
| البرازيل                                                                       | استقلال البرازيل | 7 سبتمبر               | 1822 | البرتغال                                                      | بيدرو الأول إمبراطور البرازيل | الولايات المتحدة                                  |
| بلغاريا                                                                        | إعلان استقلال بلغاريا                                                                                               | 22 سبتمبر              | 1908 | الدولة العثمانية                                              | فرديناند الأول ملك بلغاريا والحكومة البلغارية | روسيا (5 فبراير 1909)                             |
| بورما                                                                          | إعلان استقلال بورما                                                                                                 | 4 يناير                | 1948 | المملكة المتحدة                                               | |                                                   |
| كتالونيا                                                                       | إعلان جمهورية كاتالونيا بأنها جزء من الاتحاد الأيبيري                                                               | 14 أبريل               | 1931 | إسبانيا                                                       | فرانسيسك ماسيا، مجلس كتالونيا العام |                                                   |
| كتالونيا                                                                       | إعلان دولة كتالونيا جزء من جمهورية إسبانيا الإتحادية                                                                | 6 أكتوبر               | 1934 | إسبانيا                                                       | لويس كومبنيس، مجلس كتالونيا العام |                                                   |
| كتالونيا                                                                       | إعلان استقلال كتالونيا بإسم الجمهورية الكتالونية                                                                    | 27 أكتوبر              | 2017 | إسبانيا                                                       | |                                                   |
| أمريكا الوسطى                                                                  | قانون استقلال أمريكا الوسطى                                                                                         | 15 سبتمبر              | 1821 | إسبانيا                                                       | |                                                   |
| تشيلي                                                                          | إعلان استقلال تشيلي                                                                                                 | 12 فبراير              | 1818 | إسبانيا                                                       | المؤتمر الوطني | البرتغال                                          |
| كولومبيا                                                                       | إعلان استقلال كولومبيا                                                                                              | 20 يوليو               | 1810 | إسبانيا                                                       | |                                                   |
| جزر القمر                                                                      | إعلان استقلال جزر القمر                                                                                             | 6 يوليو                | 1975 | فرنسا                                                         | - | غينيا                                             |
| القرم                                                                          | إعلان استقلال جمهورية القرم                                                                                         | 11 مارس                | 2014 | أوكرانيا                                                      | المجلس الأعلى للقرم | روسيا                                             |
| كرواتيا                                                                        | إعلان تأسيس جمهورية كرواتيا المستقلة وذات سيادة                                                                     | 25 يونيو               | 1991 | يوغوسلافيا                                                    | | آيسلندا                                           |
| تشيكوسلوفاكيا                                                                  | إعلان استقلال تشيكوسلوفاكيا                                                                                         | 18 أكتوبر              | 1918 | النمسا-المجر                                                  | المجلس الوطني التشيكوسلوفاكي | الولايات المتحدة                                  |
| جمهورية الدومينيكان                                                            | إعلان استقلال الدومينيكان                                                                                           | 27 فبراير              | 1844 | هايتي                                                         | | المملكة المتحدة                                   |
| تيمور الشرقية                                                                  | إعلان استقلال تيمور الشرقية                                                                                         | 28 نوفمبر              | 1975 | البرتغال                                                      | | المغرب                                            |
| مصر                                                                            | تصريح 28 فبراير | 28 فبراير              | 1922 | المملكة المتحدة                                               | منح الاستقلال من جانب واحد من حكومة المملكة المتحدة | المملكة المتحدة                                   |
| إستونيا                                                                        | إعلان استقلال إستونيا                                                                                               | 24 فبراير              | 1918 | روسيا                                                         | لجنة الخلاص | روسيا السوفيتية                                   |
| إستونيا                                                                        | استعادة استقلال إستونيا                                                                                             | 20 أغسطس               | 1991 | الاتحاد السوفيتي                                              | كونغرس إستونيا | آيسلندا (إعادة تأكيد الاعتراف السابق)             |
| فنلندا                                                                         | إعلان استقلال فنلندا                                                                                                | 6 ديسمبر               | 1917 | روسيا                                                         | برلمان فنلندا | روسيا السوفيتية                                   |
| الإمبراطورية المكسيكية الأولى · (حاليا المكسيك)                                | إعلان استقلال الإمبراطورية المكسيكية                                                                                | 28 سبتمبر              | 1821 | إسبانيا                                                       | المجلس الحكومي الأعلى المؤقت | المملكة المتحدة (4 يناير 1825)                    |
| فلوريدا                                                                        | دستور فلوريدا لسنة 1861                                                                                             | 10 يناير               | 1861 | الولايات المتحدة                                              | كونغرس فلوريدا |                                                   |
| غاليسيا                                                                        | إعلان استقلال جمهورية غاليسيا                                                                                       | 27 يونيو               | 1931 | إسبانيا                                                       | |                                                   |
| جمهورية جورجيا الديمقراطية                                                     | إعلان استقلال جورجيا 1918                                                                                           | 26 مايو                | 1918 | روسيا السوفيتية                                               | المجلس الوطني الجورجي | القيصرية الألمانية                                |
| جورجيا                                                                         | قانون استعادة استقلال دولة جورجيا                                                                                   | 9 أبريل                | 1991 | الاتحاد السوفيتي                                              | المجلس الأعلى لجمهورية جورجيا | سويسرا                                            |
| جورجيا                                                                         | إعلان انفصال جورجيا                                                                                                 | 29 يناير               | 1861 | الولايات المتحدة                                              | |                                                   |
| اليونان                                                                        | إعلان استقلال اليونان                                                                                               | 1 يناير ت.ي            | 1822 | الدولة العثمانية                                              | أول جمعية وطنية | هايتي (1822)                                      |
| غينيا بيساو                                                                    | إعلان استقلال غينيا بيساو                                                                                           | 24 سبتمبر              | 1973 | البرتغال                                                      | |                                                   |
| هايتي                                                                          | إعلان استقلال هايتي                                                                                                 | 1 يناير                | 1804 | فرنسا                                                         | جان جاك ديسالين | فرنسا (17 أبريل 1825)                             |
| المجر                                                                          | إعلان استقلال المجر                                                                                                 | 14 أبريل               | 1849 | مملكة هابسبورغ                                                | |                                                   |
| آيسلندا                                                                        | إعلان استقلال آيسلندا                                                                                               | 17 يونيو               | 1944 | الدنمارك                                                      | | الولايات المتحدة                                  |
| الهند                                                                          | بورنا سواراج | 26 يناير               | 1930 | المملكة المتحدة                                               | |                                                   |
| إندونيسيا                                                                      | إعلان استقلال إندونيسيا                                                                                             | 17 أغسطس               | 1945 | هولندا                                                        | أحمد سوكارنو ومحمد حاتا | هولندا · الولايات المتحدة                         |
| العراق                                                                         | إعلان استقلال العراق                                                                                                | 3 أكتوبر               | 1932 | المملكة المتحدة                                               | | المملكة المتحدة                                   |
| أيرلندا                                                                        | إعلان الجمهورية الأيرلندية                                                                                          | 24 أبريل (إثنين الفصح) | 1916 | المملكة المتحدة                                               | الحكومة المؤقتة لجمهورية أيرلندا |                                                   |
| الجمهورية الأيرلندية                                                           | إعلان استقلال أيرلندا                                                                                               | 21 يناير               | 1919 | المملكة المتحدة                                               | المجلس الأيرلندي | روسيا السوفيتية                                   |
| إسرائيل                                                                        | وثيقة إعلان قيام دولة إسرائيل                                                                                       | 14 مايو                | 1948 | المملكة المتحدة                                               | المجلس الوطني اليهودي | الولايات المتحدة                                  |
| دولة كاتانغا                                                                   | إعلان استقلال كاتانغا                                                                                               |                        | 1960 | جمهورية الكونغو                                               | |                                                   |
| كوريا                                                                          | إعلان استقلال كوريا                                                                                                 | 1 مارس                 | 1919 | اليابان                                                       | حكومة جمهورية كوريا المؤقتة | الصين (1933)                                      |
| كوسوفا                                                                         | إعلان استقلال كوسوفا                                                                                                | 22 سبتمبر              | 1992 | جمهورية يوغوسلافيا الاتحادية                                  | مجلس كوسوفو | ألبانيا                                           |
| كوسوفو                                                                         | إعلان استقلال كوسوفو 2008                                                                                           | 17 فبراير              | 2008 | صربيا · بعثة الأمم المتحدة للإدارة المؤقتة في كوسوفو          | القادة المنتخبون ديمقراطيا للشعب | كوستاريكا                                         |
| لاتفيا                                                                         | لاتفيا | 18 نوفمبر              | 1918 | ألمانيا · روسيا السوفيتية                                     | مجلس الشعب في لاتفيا | روسيا السوفيتية                                   |
| لاتفيا                                                                         | استعادة استقلال جمهورية لاتفيا                                                                                      | 4 مايو                 | 1990 | الاتحاد السوفيتي                                              | لمجلس السوفيتي الأعلى لجمهورية لاتفيا الاشتراكية السوفياتية | آيسلندا                                           |
| ليبيريا                                                                        | استقلال ليبيريا | 16 يوليو               | 1847 | جمعية الاستعمار الأمريكية                                     | المؤتمر الدستوري الليبيري | المملكة المتحدة                                   |
| ليتوانيا                                                                       | مرسوم استقلال ليتوانيا                                                                                              | 16 فبراير              | 1918 | ألمانيا · روسيا السوفيتية                                     | مجلس ليتوانيا | ألمانيا                                           |
| ليتوانيا                                                                       | قانون إعادة تأسيس دولة ليتوانيا                                                                                     | 11 مارس                | 1990 | الاتحاد السوفيتي                                              | مجلس ليتوانيا الأعلى | آيسلندا                                           |
| جمهورية كندا السفلى                                                            | إعلان استقلال كندا السفلى                                                                                           | 22 فبراير              | 1838 | المملكة المتحدة                                               | روبرت نيلسون | لا أحد                                            |
| مقدونيا الشمالية                                                               | مقدونيا الشمالية | 8 سبتمبر               | 1991 | يوغوسلافيا                                                    | | بلغاريا                                           |
| مالايا · (حاليا ماليزيا)                                                       | قانون استقلال اتحاد الملايو لسنة 1957                                                                               | 31 أغسطس               | 1957 | المملكة المتحدة                                               | تونكو عبد الرحمن، رئيس وزراء ماليزيا | المملكة المتحدة                                   |
| مسيسيبي                                                                        | إعلان الأسباب المباشرة التي حثت وبررت انفصال ولاية مسيسيبي عن الاتحاد الفيدرالي                                     | 9 يناير                | 1861 | الولايات المتحدة                                              | |                                                   |
| مولدوفا                                                                        | إعلان استقلال جمهورية مولدوفا                                                                                       | 27 أغسطس               | 1991 | الاتحاد السوفيتي                                              | برلمان مولدوفا | رومانيا                                           |
| الجبل الأسود                                                                   | الجبل الأسود | 3 يونيو                | 2006 | صربيا والجبل الأسود                                           | برلمان الجبل الأسود | آيسلندا                                           |
| المغرب                                                                         | إعلان استقلال المغرب                                                                                                | 11 يناير               | 1944 | فرنسا                                                         | حزب الاستقلال |                                                   |
| هولندا                                                                         | مرسوم التخلي | 26 يوليو               | 1581 | إسبانيا                                                       | اتحاد أوترخت |                                                   |
| إسبانيا الجديدة · (حاليا المكسيك)                                              | القانون الرسمي لإعلان استقلال أمريكا الشمالية                                                                       | 6 نوفمبر               | 1813 | إسبانيا                                                       | كونغرس تشيلبانسينغو |                                                   |
| قبرص الشمالية                                                                  | إعلان استقلال جمهورية شمال قبرص التركية                                                                             | 15 نوفمبر              | 1983 | قبرص                                                          | | تركيا                                             |
| جمهورية إبيروس الشمالية                                                        | إعلان استقلال إبيروس الشمالية                                                                                       | 28 فبراير              | 1914 | إمارة ألبانيا                                                 | جمهورية إبيروس الشمالية |                                                   |
| جزر سليمان الشمالية                                                            | إعلان استقلال جمهورية جزر سليمان الشمالية                                                                           | 1 سبتمبر               | 1975 | إقليم بابوا وغينيا الجديدة (أستراليا)                         | غير معروف | الفاتيكان                                         |
| النرويج · (مملكة النرويج)                                                      | إعلان استقلال النرويج بعد فترة وجيزة من السيادة في ظل الملكية السويدية ودستور النرويج                               | 17 مايو                | 1814 | الدنمارك-النرويج · (كما في معاهدة كييل)                       | المجلس التأسيسي النرويجي |                                                   |
| بادانيا                                                                        | إعلان استقلال بادانيا                                                                                               | 15 سبتمبر              | 1996 | إيطاليا                                                       | |                                                   |
| باكستان                                                                        | قرار لاهور | 24 مارس                | 1940 | المملكة المتحدة                                               | الرابطة الإسلامية |                                                   |
| فلسطين                                                                         | إعلان الاستقلال الفلسطيني                                                                                           | 15 نوفمبر              | 1988 | الضفة الغربية وقطاع غزة الأردن (طالب بالضفة الغربية حتى 1988) | المجلس الوطني الفلسطيني | الجامعة العربية                                   |
| بيرو                                                                           | قانون إعلان استقلال البيرو                                                                                          | 28 يوليو               | 1821 | إسبانيا                                                       | خوسيه دي سان مارتين | الأرجنتين                                         |
| الفلبين                                                                        | إعلان استقلال الفلبين                                                                                               | June 12                | 1898 | إسبانيا                                                       | 98 ممثلا عن الحكومة الديكتاتورية في الفلبين (وصادق عليها كونغرس مالولوس في 29 سبتمبر 1898)                                                                                          |                                                   |
| اتحاد مقاطعات ريو دي لا بلاتا · (present-day · الأرجنتين · بوليفيا · أوروغواي) | إعلان الاستقلال الأرجنتيني                                                                                          | July 9                 | 1816 | تاريخ إسبانيا                                                 | كونغرس توكومان | Hawaii                                            |
| Rhodesia                                                                       | إعلان استقلال رودسيا أحادي الجانب                                                                                   | November 11            | 1965 | المملكة المتحدة                                               | يان سميث and the rest of the Cabinet | none                                              |
| رومانيا                                                                        | حرب الاستقلال الرومانية                                                                                             | May 22                 | 1877 | Ottoman Empire                                                | كارول الأول |                                                   |
| روسيا                                                                          | Belavezha Accords                                                                                                   | December 12            | 1991 | الاتحاد السوفيتي                                              | مجلس السوفيت الأعلى لروسيا |                                                   |
| إسكتلندا                                                                       | إعلان أربروث | April 6                | 1320 | إنجلترا                                                       | Scottish leaders |                                                   |
| صربيا                                                                          | The Proclamation (Proglašenije/Проглашеније)                                                                        | February               | 1809 | Ottoman Empire                                                | كاراجورجي and الثورة الصربية |                                                   |
| سنغافورة                                                                       | سنغافورة في ماليزيا                                                                                                 | August 9               | 1965 | ماليزيا                                                       | لي كوان يو، رؤساء وزراء سنغافورة | المملكة المتحدة · (confirmed earlier recognition) |
| سلوفاكيا                                                                       | Slovak National Council's Declaration of Independence of the Slovak Nation                                          | July 17                | 1992 | تشيكوسلوفاكيا                                                 | Slovak National Council |                                                   |
| سلوفينيا                                                                       | تاريخ سلوفينيا | June 25                | 1991 | يوغوسلافيا                                                    | | كرواتيا                                           |
| الصومال                                                                        | تاريخ صوماليلاند | May 18                 | 1991 | الصومال                                                       | | none                                              |
| South Carolina                                                                 | Declaration of the Immediate Causes Which Induce and Justify the Secession of South Carolina from the Federal Union | December 24            | 1860 | الولايات المتحدة                                              | South Carolinians in Charleston |                                                   |
| سريلانكا                                                                       | Declaration of دومينيون سيلان (Then known as "Ceylon")                                                              | February 4             | 1948 | المملكة المتحدة                                               | |                                                   |
| Texas, Republic of                                                             | إعلان استقلال تكساس                                                                                                 | March 2                | 1836 | المكسيك                                                       | | فرنسا                                             |
| Texas, State of ‏                                                               | A Declaration of the Causes which Impel the State of Texas to Secede from the Federal Union                         | February 1             | 1861 | الولايات المتحدة                                              | Texas Legislature |                                                   |
| التبت                                                                          | التبت | February 13            | 1913 | جمهورية الصين                                                 | ثوبتين غياتسو | none                                              |
| تركمانستان                                                                     | Declaration of independence                                                                                         |                        | 1991 | الاتحاد السوفيتي                                              | none | تركيا                                             |
| أوكرانيا                                                                       | IV Universal ‏ | January 22             | 1918 | روسيا السوفيتية                                               | Central Council of Ukraine |                                                   |
| أوكرانيا                                                                       | وثيقة إعلان استقلال أوكرانيا                                                                                        | August 24              | 1991 | الاتحاد السوفيتي                                              | المجلس الأعلى الأوكراني | كندا · بولندا                                     |
| الولايات المتحدة                                                               | إعلان الاستقلال الأمريكي                                                                                            | July 2قالب:Efn-la      | 1776 | بريطانيا العظمى                                               | الكونغرس القاري الثاني | المغرب                                            |
| United Tribes of New Zealand                                                   | Declaration of the Independence of New Zealand                                                                      | October 28             | 1835 | —                                                             | ماوري chiefs | المملكة المتحدة                                   |
| أوزبكستان                                                                      | Declaration of Independence                                                                                         | August 31              | 1991 | الاتحاد السوفيتي                                              | Supreme Council of أوزبكستان | تركيا                                             |
| فنزويلا                                                                        | إعلان الاستقلال الفنزويلي                                                                                           | July 5                 | 1811 | إسبانيا                                                       | National Congress |                                                   |
| فيرمونت                                                                        | Vermont Declaration of Independence                                                                                 | January 15             | 1777 | الولايات المتحدة · مقاطعة كيبك                                | |                                                   |
| فيتنام                                                                         | إعلان استقلال الفيتنام                                                                                              | September 2            | 1945 | فرنسا                                                         | Hồ Chí Minh | الصين                                             |
| Western Sahara                                                                 | تاريخ الصحراء المغربية                                                                                              | February 27            | 1976 | الصحراء الإسبانية                                             | المغرب | جزر القمر                                         |

## معلومة
1. ↑  No reference in original Albanian text to the declaration being the work of the Assembly of Kosovo. The language used in the declaration differs from that employed in acts of the Assembly of Kosovo in that the first paragraph commences with the phrase "We, the democratically-elected leaders of our people . . .", whereas acts of the Assembly of Kosovo employ the third person singular. Moreover, the procedure employed in relation to the declaration differed from that employed by the Assembly of Kosovo for the adoption of legislation. It was not transmitted to the Special Representative of the Secretary General and was not published in the Official Gazette of the Provisional Institutions of Self-Government of Kosovo. As the practice shows, he would have been under a duty to take action with regard to acts of the Assembly of Kosovo which he considered to be ultra vires. Taking all factors together, the authors of the declaration of independence of 17 February 2008 did not act as one of the Provisional Institutions of Self-Government within the Constitutional Framework, but rather as persons who acted together in their capacity as representatives of the people of Kosovo outside the framework of the interim administration.refn